# Alois Masák
Alois Masák (12. června 1877 Hradčany – 3. června 1925 Malá Strana) byl český secesní architekt činný v Praze, autor architektonických ilustrací, dokumentátor architektonických památek a středověkých nástěnných maleb.

## Život
Narodil se 12. června 1877 v domě čp. 102 na pražských Hradčanech Františku Masákovi, dozorci v zemské káznici v Praze, a Antonii, za svobodna Sochorové. Otec pocházel ze Zvěrkovic a matka z Jarpic.
Již v letech 1891–1894, od svých čtrnácti let, navštěvoval kurzy na Všeobecné škole pro figurální a ornamentální modelování, založené na Uměleckoprůmyslové škole v Praze v roce 1885. Studentům poskytovala umělecké vzdělání v předmětech modelování, řezbářství, kresba i deskriptivní kresba či dějiny umění. Absolvování takové "všeobecné školy" a dosažení věku sedmnácti let bylo podmínkou pro přijetí na některou ze "speciálních škol", v případě Masáka na tzv. Odbornou školu pro dekorativní architekturu, kterou absolvoval pod vedením Bedřicha Ohmanna v letech 1894–1898.

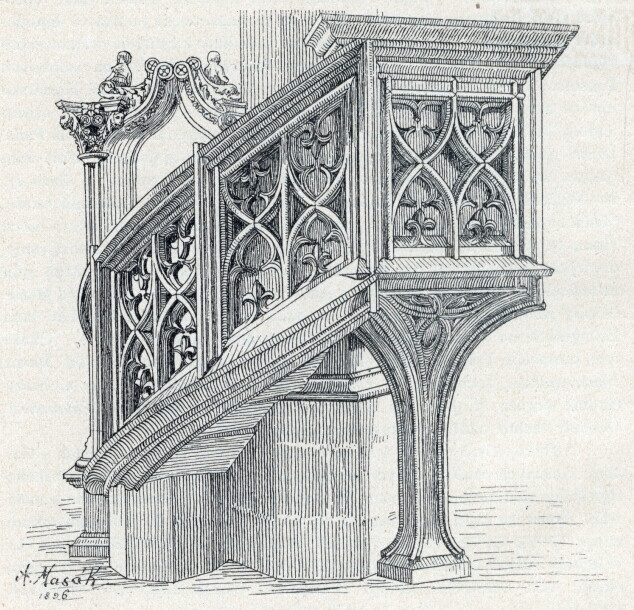
Alois Masák: Kazatelna v kostele svatého Mikuláše v Lounech

V roce 1898 se společně s Rudolfem Vanderlindem věnoval zaměřování a dokumentaci památek v tehdejším roudnickém okrese, aby výsledné plánové i kresebné podklady mohly být zpracovány do podoby knižních ilustrací pro Matějkův Soupis památek vydaný v témže roce. V letech 1890–1900 pak stejným způsobem dokumentoval památky ve východní části tehdejšího karlínského okresu pro Soupis památek Antonína Podlahy a Eduarda Šittlera vydaný v roce 1901 a nakonec v letech 1902–1903 sám zpracovával měřickou a kresebnou dokumentaci památek v okrese Mladá Boleslav, pro ilustrace Barešova Soupisu památek vydaného v roce 1905, podobně jako v předchozích případech, nákladem Archeologické komise při České akademii císaře Františka Josefa pro vědy, slovesnost a umění.
Při zpracovávání dokumentace ke kostelu svatého Klimenta ve Staré Boleslavi, v němž byly nedlouho před tím objeveny raně středověké nástěnné malby, vytvořil i jejich faksimile, kresebné kopie v měřítku 1:1 na pauzovací papír, které následně koloroval akvarelovými barvami. Tyto kopie byly barevně reprodukovány v Památkách archeologických.
Praxi a zručnost získanou při této měřické a kreslířské činnosti mohl později uplatnit ve Státním fotoměřickém ústavu, do kterého nastoupil jako adjunkt v roce 1919 a do své předčasné smrti byl jeho prvním a jediným stálým zaměstnancem, což bylo způsobeno nejen nedostatkem finančních prostředků, ale i kvalifikovaných pracovníků. Jeho pracovištěm byly tři místnosti strahovského kláštera, o který se dělily Fotoměřický ústav, Státní archeologický ústav a Státní památkový úřad pro Čechy v Praze. Z jeho zdejší šestileté činnosti bývá nejvíce vyzdvihováno zaměření Staronové synagogy v průběhu její rekonstrukce v letech 1922–1923 a faksimile nástěnných maleb provedených obdobně jako ve Staré Boleslavi. Jsou to zejména kopie raně gotických maleb v kostele svatého Prokopa v Krupce v roce 1921, které jsou nyní jedním z mála dokladů jejich existence, neboť kostel v roce 1939 vyhořel a zbylo z něj jen obvodové zdivo, či faksimile gotických nástěnných maleb v děkanském kostele v Písku.

## Architektonická tvorba

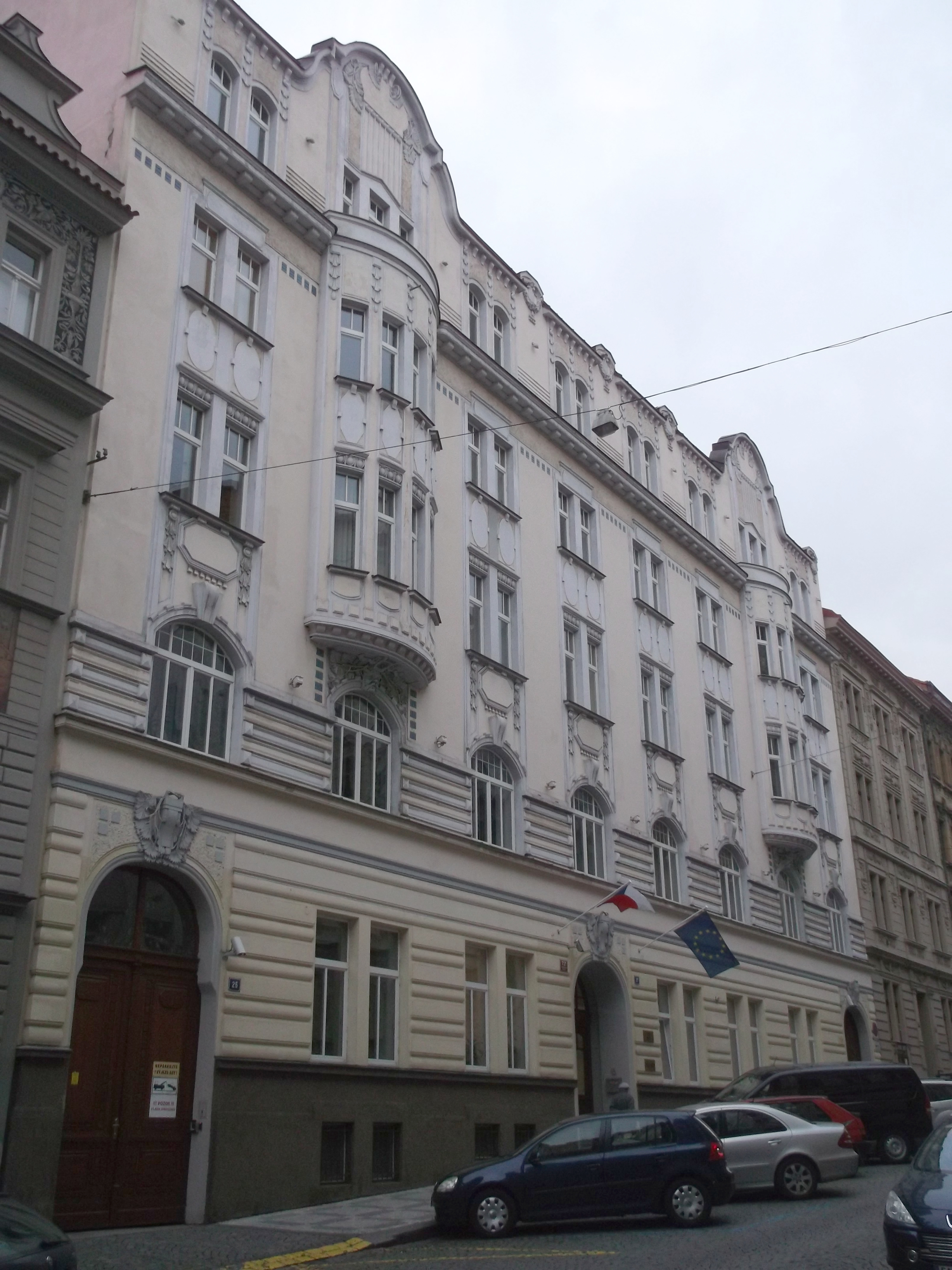
Holešovice čp. 727, Pplk. Sochora 25 a 27

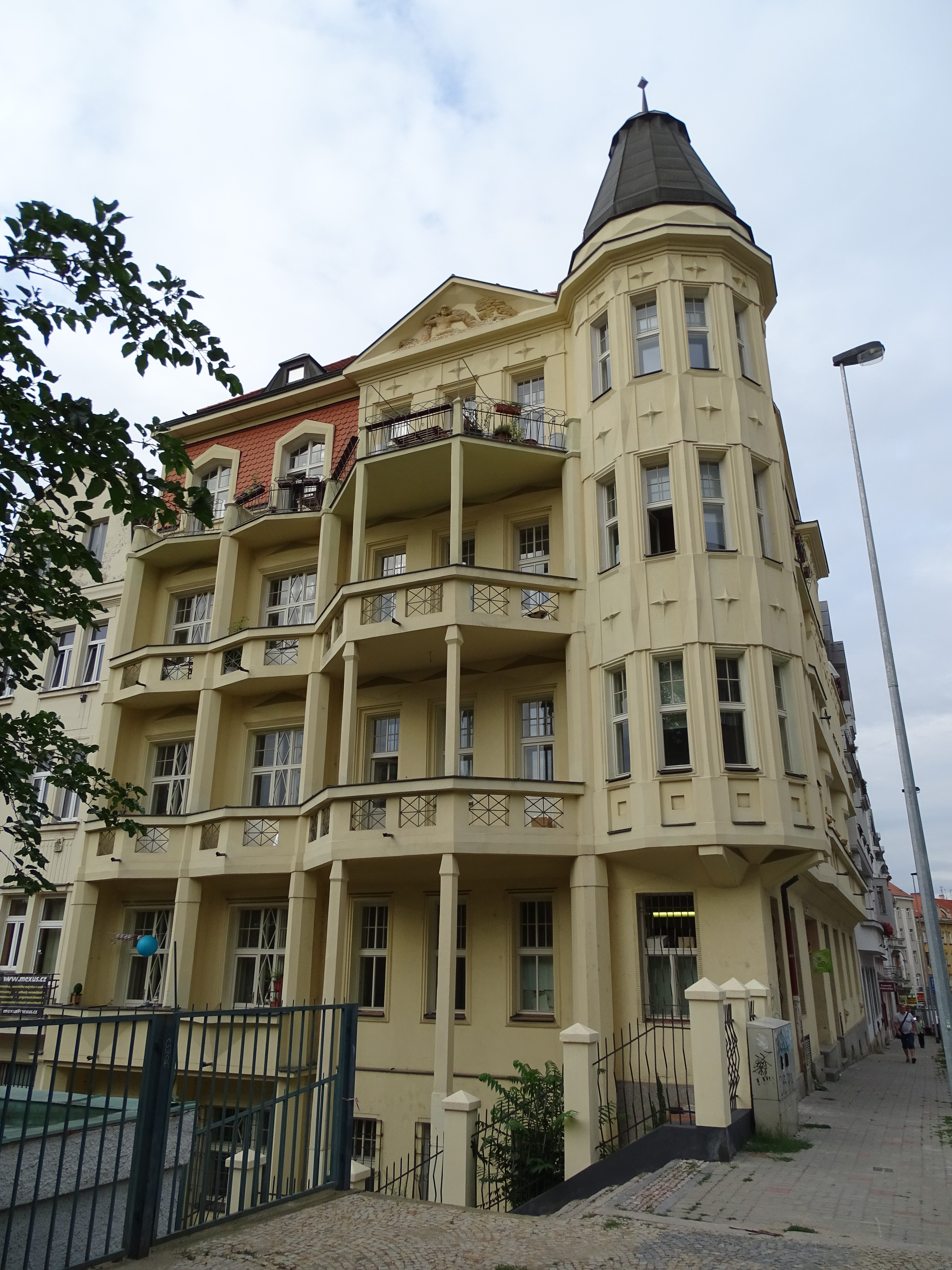
Nusle čp. 45, Boleslavova 9 a Na Fidlovačce 1

Vlastní architektonické činnosti se věnoval zejména v druhé dekádě 20. století a je považován za představitele geometrické secese. Projektoval zejména vícepatrové činžovní domy, často s osově symetrickou fasádou a akcentovaným nejvyšším patrem nad zvýrazněnou římsou.
Bubeneč
- Nárožní činžovní dům čp. 332, Ovenecká 38 a U studánky 32 (1910–1911)[14]

- Tři sousední činžovní domy, Ovenecká 364/28, 363/30 a 315/32 (1911)[15]
- Nárožní činžovní dům čp. 341, Ovenecká 46 a U Akademie 15 (1911)[14]

Holešovice
- Činžovní dvojdům čp. 727, sídlo Úřadu pro ochranu osobních údajů, Pplk. Sochora 25 a 27 (1909)
- Dva sousední činžovní domy, Dukelských hrdinů 469/25 a 470/27 (1910)
- Činžovní dům, Milady Horákové 1071/71 (1911)[14]
- Nárožní činžovní dům čp. 1072, Ovenecká 17 a Jirečkova 2 (1911–1912)
- Nárožní činžovní dům čp. 381 U Města Prahy, Ovenecká 19 a Milady Horákové 69, společně s Karlem Veselým (1911–1912)[14][16]
- Nárožní činžovní dům čp. 1118, Jankovského 14 a Heřmanova 11 (1913–1914)[15]

Nusle
- Nárožní činžovní dům čp. 45, Boleslavova 9 a Na Fidlovačce 1, pozdně secesní stavba s kubistickými prvky chráněná jako kulturní památka ČR (1912–1914)[17]

Staré Město
- Činžovní dům, Jakubská 744/4, společně s Josefem Sochorem (1911–1912)[18]